# Варгас Родригес, Эрнесто
Эрне́сто Ва́ргас Родри́гес (исп. Ernesto Vargas Rodríguez; род. 1 мая 1961, Монтевидео) — уругвайский футболист, выступавший в основном на позиции полузащитника, но в отдельные моменты он играл и в линии защиты, и в атаке. Наиболее известен по выступлениям в 1980-е годы за «Пеньяроль», а затем — за его злейшего соперника, «Насьональ», в составе обоих клубов Варгас выигрывал Кубок Либертадорес. В составе сборной Уругвая стал победителем Мундиалито 1980/81.

## Биография
Эрнесто Варгас начал профессиональную карьеру в «Пеньяроле» в 1979 году. В январе того года Варгас выиграл молодёжный чемпионат Южной Америки и уже 26 сентября того же года, после выйступления на молодёжном чемпионате мира, дебютировал в основной сборной Уругвая в рамках Кубка Америки. За сборную в 1979—1981 гг. Варгас сыграл 12 матчей и отметился 1 забитым голом. Варгас сыграл первый матч юбилейного Золотого кубка чемпионов мира 1980/81 против сборной Нидерландов (2:0), выйдя на замену Хулио Сесару Моралесу на 75-й минуте. Больше на турнире Пиночо не появлялся, но вместе со сборной стал победителем турнира.
В 1979—1986 гг. Варгас выиграл с «Пеньяролем» 5 чемпионатов Уругвая, 4 Лигильи, а также Кубок Либертадорес в 1982 году. Однако в матче за Межконтинентальный кубок 1982 против «Астон Виллы» Пиночо участия не принимал. В 1987 году перешёл в «Насьональ», а спустя год сумел добиться уникального достижения, выиграв и с «Трёхцветными» Кубок Либертадорес, присовокупив затем победу над ПСВ в Межконтинентальном кубке, в котором Варгас всё же сыграл 71 минуту (был заменён Эктором Мораном).
В 1988/89 гг. выступал за «Реал Овьедо». Затем полсезона провёл в ЛДУ Кито, после чего ненадолго вернулся в «Насьональ». Последним клубом в игровой карьере Пиночо Варгаса стал перуанский «Университарио» в 1991 году.

## Статистика в сборной Уругвая
| Год   | Игры | Голы |
| 1979  | 1    | 0    |
| 1980  | 7    | 1    |
| 1981  | 4    | 0    |
| Итого | 12   | 1    |

## Достижения
- Чемпион Уругвая (5): 1979, 1981, 1982, 1985, 1986
- Победитель Лигильи Уругвая (5): 1980, 1984, 1985, 1986, 1990
- Обладатель Кубка Либертадорес: 1982, 1988
- Обладатель Межконтинентального кубка: 1988
- Обладатель Золотого кубка чемпионов мира: 1980/81
- Чемпион Южной Америки среди молодёжи: 1979